# Campionati assoluti indoor
I Campionati Assoluti indoor è una manifestazione sportiva di tuffi per atleti italiani valida per assegnare il titolo italiano di Campione assoluto indoor che si disputa nei mesi invernali e primaverili. Attualmente sono previste le gare di trampolino 1 metro e 3 metri, piattaforma 10 metri, tuffi sincronizzati 3 metri e piattaforma.

## Ultime edizioni
| Anno | Luogo   | Data           |
| ---- | ------- | -------------- |
| 2002 | Belluno | 15-17 marzo    |
| 2003 | Belluno | 28-30 marzo    |
| 2004 | Belluno | 2-4 aprile     |
| 2005 | Trieste | 11-13 marzo    |
| 2006 | Trieste | 24-26 marzo    |
| 2007 | Trieste | 2-4 febbraio   |
| 2008 | Torino  | 11-13 aprile   |
| 2009 | Trieste | 13-15 marzo    |
| 2010 | Trieste | 26-28 marzo    |
| 2011 | Trieste | 11-13 febbraio |
| 2012 | Torino  | 20-22 gennaio  |
| 2013 | Torino  | 12-14 aprile   |
| 2014 | Torino  | 4-6 aprile     |
| 2015 | Bolzano | 17-19 aprile   |
| 2016 | Trieste | 4-6 marzo      |
| 2017 | Torino  | 12-14 maggio   |
| 2018 | Torino  | 20-22 aprile   |
| 2019 | Torino  | 29-31 marzo    |
| 2020 | Torino  | 13-15 marzo    |
| 2021 | Trieste | 5-7 marzo      |
| 2022 | Torino  | 1-3 aprile     |
| 2023 | Torino  | 21-23 aprile   |
| 2024 | Torino  | 12-14 aprile   |